# Бадминтон Африке
Бадминтон Африка (БА) је управно тело бадминтона у Африци. То је једно од 5 континенталних тела под заставом Светске бадминтон федерације. Сада има 46 земаља чланица и 2 придружена члана. Раније се звала Бадминтон конфедерација Африке.

## Историјат
Бадминтон Африка је формиран 31. августа 1977. године као Афричка бадминтонска федерација током састанка у Дар ес Саламу, Танзанија. Састанку су присуствовали делегати из седам националних организација из Гане, Кеније, Маурицијуса, Мозамбика, Нигерије, Танзаније и Замбије.  Вилибард Кенте је изабран за председника, а Маријам Хамдан за секретарку.

## Чланице конфедерације
- Алжир
- Бенин
- Боцвана
- Буркина Фасо
- Бурунди
- Египат
- Екваторијална Гвинеја
- Еритреја
- Есватини
- Етиопија
- Гамбија
- Гана
- Гвинеја
- Демократска Република Конго
- Замбија
- Зимбабве
- Јужноафричка Република
- Камерун
- Комори
- Кенија
- Лесото
- Либија
- Мадагаскар
- Мајот  (придружени члан)
- Малави
- Мароко
- Мауританија
- Маурицијус
- Мозамбик
- Намибија
- Нигер
- Нигерија
- Обала Слоноваче
- Реинион (придружени члан)
- Република Конго
- Руанда
- Света Хелена
- Сејшели
- Сенегал
- Сијера Леоне
- Сомалија
- Судан
- Танзанија
- Того
- Тунис
- Уганда
- Централноафричка Република
- Чад (придружени члан)
- Џибути

## Предсједници
| Бр. | Године                 | Име                         |
| --- | ---------------------- | --------------------------- |
| 1.  | 1977–1980              | Вилибард Кенте              |
| 2.  | 1980–1982 (привремени) | Рамачандра Баласупераманиам |
| 3.  | 1982–2005              | Дапо Тејусо                 |
| 4.  | 2005–2010              | Larry Keys                  |
| 5.  | 2010 (привремени)      | Kabir Badamasuiy            |
| 6.  | 2011–2013              | Dagmawit Girmay Berhane     |
| 7.  | 2013–2017              | Larry Keys                  |
| 8.  | 2017–2018              | Danlami Senchi              |
| 9.  | 2018. (привремени)     | Amine Zoubiri               |
| 10. | 2018–данас             | Михаел Бау                  |

## Турнири
Афричка бадминтон конфедерација је одговорна за организацију сљедећих догађаја:
- Афричко првенство у бадминтону
- Све афричко бадминтонско првенство за мушке и женске тимове
- Афричко јуниорско првенство у бадминтону
- Афричко првенство до 17 година;
- Афричко првенство до 15 година;
- Афричко првенство за ветеране.